# Lívila
Lívia Júlia ou Lívila (ca. 13 a.C. — 31) foi a única filha de Nero Cláudio Druso e Antónia Minor. Era irmã de Germânico e do imperador Cláudio.

## História
Lívila foi casada por duas vezes, primeiro em 1 a.C., com Caio César, neto e então potencial sucessor de César Augusto; depois, com o primo Druso Júlio César, filho do futuro imperador Tibério.
Depois da morte de Druso em 23, Sejano, prefeito da guarda pretoriana ofereceu-se para casar com Lívila. Foi no entanto vetado por Tibério devido à sua origem humilde. No entanto, Lívila acabou por se tornar amante e companheira de intrigas de Sejano. Em 31, quando o plano de assassinar Tibério foi revelado por Antónia sua mãe, Lívila partilhou o destino de Sejano e foi também executada. Sofreu a maior penalidade para um nobre romano, o Damnatio memoriae, a sua memória foi declarada nefasta e os seus registos apagados da família imperial. No meio da degradação pública do seu nome, sugeriu-se que tivesse sido ela a responsável pela morte de Druso e culparam-na também de alegado envenenamento.

## Família
Lívila se casou com Druso, o Jovem e teve dois filhos:
- Os gêmeos Germânico e Tibério Gêmelo, que foi adotado por Calígula, mas terminou executado por ele em 37 d.C.
- Júlia Drusa, que se casou com Nero César e com Caio Rubélio Blando. Foi executada por Cláudio em 43 d.C.